# Ludovik Bajde
Ludovik Bajde, slovenski glasbeni izumitelj, * (?), † (?).
Ludovik Bajde, sin Ivana Bajdeta, je tudi izumil novo glasbilo, imenovano klaviolina. Tudi ta instrument ima obliko majhnega harmonija, na desni strani je pritrjena violina ali viola ali violončelo. Glasbeni izvajalec ima v desnici lok in gode na godalo, z levico pa igra na klaviaturi predpisane note. Klaviolina je v začetku na Slovenskem izzvala precej zanimanja, kasneje pa potonila v pozabo.